# Gerhard Wagenitz
Gerhard Werner Friedrich Wagenitz (* 31. Mai 1927 in Potsdam; † 30. Januar 2017 in Rüdesheim) war ein deutscher Botaniker und Hochschullehrer. Sein offizielles botanisches Autorenkürzel lautet „Wagenitz“.

## Leben und Wirken
Wagenitz studierte Biologie, Chemie und Physik in Berlin und Göttingen. 1955 promovierte er bei Franz Firbas (1902–1964). Er bekam 1956 ein Stipendium an der Botanischen Abteilung des Naturhistorischen Museums in Wien, und im selben Jahr noch wurde er Assistent am Institut für systematische Botanik und Pflanzengeographie der Freien Universität Berlin (FU Berlin). Er war von 1958 bis 1969 als Kustos am Botanischen Garten und Botanischen Museum in Berlin-Dahlem tätig. Wagenitz habilitierte 1962 für Botanik an der FU Berlin. Von 1969 bis 1993 war er Professor am Lehrstuhl für Pflanzensystematik am Systematisch-Geobotanischen Institut der Universität Göttingen. Seit 1982 war er ordentliches Mitglied der Akademie der Wissenschaften zu Göttingen. Seine Hauptarbeitsgebiete waren Botanische Systematik (Blütenpflanzen, insb. Korbblütler) und Geschichte der Botanik.

## Ehrungen
Wagenitz war Ehrenmitglied der Deutschen Botanischen Gesellschaft und seit 2012 Ehrenmitglied der Moskauer Gesellschaft der Naturforscher. Nach ihm benannt ist die Pflanzengattung Wagenitzia Dostál aus der Familie der Korbblütler (Asteraceae).

## Schriften (Auswahl)
- Adelbert von Chamisso als Naturforscher und E. T. A. Hoffmann als Wissenschaftskritiker (= Nachrichten der Akademie der Wissenschaften zu Göttingen. Mathematisch-Physikalische Klasse. Jg. 2005, Nr. 2, ISSN 0065-5295). Vandenhoeck & Ruprecht, Göttingen 2005.
- Albrecht von Haller als Botaniker in Göttingen. In: Göttinger Jahrbuch. Bd. 51, 2003, ISSN 0072-4882, S. 15–26.
- Morphologie am Botanischen Museum Berlin. Gerhard Wagenitz am 4.10.2003 beim Festkolloquium in Göttingen zur Verabschiedung von Frau Dr. Ursula Hoffmann. s. n., s. l. 2003.
- „Simplex sigillum veri“, auch in der Biologie? (= Nachrichten der Akademie der Wissenschaften zu Göttingen. Mathematisch-Physikalische Klasse. Jg. 2003, Nr. 2). Vandenhoeck & Ruprecht, Göttingen 2003.
- Anfänge der Botanik an der Georgia Augusta im Spannungsfeld zwischen Haller und Linné (= Nachrichten der Akademie der Wissenschaften zu Göttingen. Mathematisch-Physikalische Klasse. Jg. 2001, Nr. 2). Vandenhoeck & Ruprecht, Göttingen 2001.
- Wörterbuch der Botanik. Morphologie, Anatomie, Taxonomie, Evolution. Die Termini in ihrem historischen Zusammenhang. Mit einem englisch-deutschen und einem französisch-deutschen Register. G. Fischer, Jena u. a. 1996, ISBN 3-437-35180-X (2., erweiterte Auflage. Spektrum Akademischer Verlag. Heidelberg u. a. 2003, ISBN 3-8274-1398-2).
- Göttinger Biologen. 1737–1945. Eine biographisch-bibliographische Liste (= Göttinger Universitätsschriften. Serie C: Kataloge. Bd. 2). Vandenhoeck & Ruprecht, Göttingen 1988, ISBN 3-525-35876-8, Digitalisat.
- als Herausgeber: Compositae II. Matricaria – Hieracium (= Illustrierte Flora von Mitteleuropa. Band 6: Spermatophyta. Angiospermae. Dicotyledones 4. Tl. 3). 2., überarbeitete und erweiterte Auflage. Parey, Berlin u. a. 1987, ISBN 3-489-86020-9.
- Das Bild der Pflanze in botanischen Werken (= Kleine Ausstellungsführer der Niedersächsischen Staats- und Universitätsbibliothek Göttingen. 9, ZDB-ID 583392-9). Niedersächsische Staats- und Universitäts-Bibliothek, Göttingen 1982.
- Index collectorum principalium Herbarii Gottingensis. Systematisch-Geobotanisches Institut der Georg-August-Universität Göttingen, Göttingen 1982.
- als Herausgeber: Juglandaceae, Myricaceae, Salicaceae, Betulaceae, Fagaceae, Ulmaceae, Moraaceae, Cannabaceae, Urticaceae, Loranthaceae, Santalaceae, Aristolochiaceae, Polygonaceae (= Illustrierte Flora von Mitteleuropa. Band 3: Angiospermae. Dicotyledones. Tl. 1). 3., überarbeitete und erweiterte Auflage. Parey, Berlin u. a. 1981, ISBN 3-489-59020-1.
- als Herausgeber: Compositae I. Allgemeiner Teil, Eupatorium – Achillea (= Illustrierte Flora von Mitteleuropa. Band 6: Spermatophyta. Angiospermae. Dicotyledones 4. Tl. 3). 2., völlig neubearbeitete Auflage. Parey, Berlin u. a. 1979, ISBN 3-8263-2845-0.